# Валамаз (Красногорский район)
Валама́з (удм. Валамаз) — село в Красногорском районе Удмуртии. Образовывало муниципальное образование Валамаз со статусом сельского поселения как единственный населённый пункт в его составе. Законом Удмуртской Республики от 30.04.2021 № 39-РЗ к 23 мая 2021 года сельское поселение упразднено в связи с преобразованием муниципального района в муниципальный округ.
Расположено в 89 км к юго-западу от города Глазова, при впадении реки Вью в реку Турне.
В 1870 году в селе Валамаз был построен стекольный завод. В 1927 году Валамаз получил статус посёлка городского типа. В 1934 и 1944 годах завод сгорал, но быстро отстраивался заново. В 1960-80-е годы завод модернизировался. В 1992 году Валамаз стал сельским населённым пунктом. В 1996 году завод остановился и с тех пор не работает.
В настоящее время промышленность представлена производством лыж (ООО «Север»), лесопилками и хлебопекарней. В селе имеются средняя школа, детский сад, больница, клуб и 2 библиотеки.
Площадь поселения составляет 139,71 км².

## Население
| 1959 | 1970  | 1979  | 1989  | 2010 | 2012 | 2013 |
| ---- | ----- | ----- | ----- | ---- | ---- | ---- |
| 2278 | ↗2692 | ↘2124 | ↘1743 | ↘840 | ↘810 | ↘778 |
| 2014 | 2015  | 2016  | 2017  | 2018 | 2019 | 2020 |
| ↘732 | ↘712  | ↘686  | ↘666  | ↘659 | ↘620 | ↘603 |

## Известные уроженцы, жители
Сапегин, Иван Петрович (1898-1970) — советский дипломат, военный. Участник Первой Мировой и Гражданской войн, консул СССР в Японии и Корее.